# Bupleurum affine
Espèce
Bupleurum affine est une espèce de plantes à fleurs de la famille des Apiaceae. L'aire de répartition naturelle de cette espèce s'étend de l'Est de l'Europe centrale jusqu'au Nord-Ouest de la Turquie et du Caucase. C'est une plante annuelle qui pousse principalement dans les régions tempérées.

## Description
Bupleurum affine est une espèce annuelle haute de 30 à 60 cm, à tige grêle avec des feuilles présentant trois à cinq nervures très étroites à très longues pointes. Les fleurs sont jaunes à cinq pétales et cinq sépales et forment une ombelle. Les frits sont ovoïdes à côtes très peu saillants.

## Répartition et habitat
Bupleurum affine est une plante thermophile présente dans les régions des côtes atlantiques et méditerranéennes. On la trouve dans les plaines à l'étage colinnéns dans des habitats arides et sablonneux.

## Dénominations
Ce taxon porte en français les noms vernaculaires ou normalisés suivants : 
- Buplèvre affine[3],[4] ;
- Buplèvre de Gérard[2] ;
- Buplèvre de Hongrie[3],[4] ;
- Buplèvre voisin[3],[4],[5].

## Systématique
Le nom correct complet (avec auteur) de ce taxon est Bupleurum affine Sadler (d).
Bupleurum affine a pour synonymes :
- Bupleurum affine f. brachyradiatum (Wettst.) Thell.
- Bupleurum affine f. breviradiatum (Rchb.) H.Wolff
- Bupleurum affine f. sparsum (Simonk.) Thell.
- Bupleurum affine f. stribrnyi H.Wolff
- Bupleurum affine f. virgatum (Rchb.) H.Wolff
- Bupleurum affine var. sparsum Simonk.
- Bupleurum breviradiatum var. brachyradiatum Wettst.
- Bupleurum breviradiatum var. longiradiatum Wettst.
- Bupleurum breviradiatum (Rchb.) Wettst.
- Bupleurum dichotomum Steven
- Bupleurum gerardi var. virgatum Guss.
- Bupleurum gerardii var. affine (Sadler) Griseb.
- Bupleurum gerardii var. breviradiatum Rchb.
- Bupleurum gerardii var. virgatum Caruel
- Bupleurum gerardii var. virgatum Rchb.
- Bupleurum gerardii Jacq.
- Bupleurum jumceum subsp. gerardii (Jacq.) Wettst.
- Bupleurum junceum subsp. affine (Sadler) Arcang., 1882
- Bupleurum junceum subsp. affine (Sadler) Bonnier & Layens
- Bupleurum junceum subsp. gerardii (Jacq.) Wettst.
- Bupleurum junceum var. affine (Sadler) Arcang.
- Bupleurum junceum var. gerardii (Jacq.) Spreng.
- Bupleurum junceum var. intermedium Lange
- Bupleurum junceum M.Bieb.
- Bupleurum sparsum (Simonk.) Simonk.
- Isophyllum affine (Sadler) Schur